# 第18国民掷弹兵师

第18國民擲彈兵師徽章

第18国民掷弹兵师（18. Volksgrenadier-Division/ 18. VGD）是納粹德國陸軍在第二次世界大战期间组建的一支國民擲彈兵师级部队。
1944年9月，第18国民掷弹兵师在丹麦成军。该师曾在阿登參加突出部之役。12月21日，该师攻占圣菲特。德军在阿登地区的攻势力竭之后，该师转入防御，一直驻守在当地，最终撤入德国。1945年3月6日，第18國民掷弹兵师被吸纳进第26步兵師。